# Lípa republiky (Vinořské náměstí)
Lípa republiky na Vinořském náměstí je významný strom, který roste v Praze-Vinoři na bývalé návsi jižně od kostela Povýšení svatého Kříže.

## Popis
Lípa roste na zatravněné ploše před kostelem mezi dvěma dalšími stromy. Obvod kmene má 96 cm, výška není uvedena (r. 2015). V databázi významných stromů Prahy je zapsaná od roku 2014.

## Historie
Lípa svobody byla vysazena 28. října 1968 na připomínku 50. výročí vzniku Československé republiky. Její výsadbu doporučil tajemník ONV Prahy 9 pan Sýkora. Ten zároveň řídil zajištění stromu a jeho výsadbu.

## Stromy v okolí
- Lípa republiky (Vinořská škola)